# 阿维
阿维（法語：Avy，法語發音：[avi]）是法国滨海夏朗德省的一个市镇，位于该省中南部偏东，属于桑特区。

## 地理
阿维（45°33'9"N, 0°30'30"W）面积14.64 平方千米，位于法国新阿基坦大区滨海夏朗德省，该省份为法国西部滨海省份，北起旺代省，西临大西洋，南至吉倫特省，东南接多爾多涅省，东北接德塞夫勒省接壤，东临夏朗德省。
与阿维接壤的市镇（或旧市镇、城区）包括：比龙、沙德纳克、瑟涅河畔弗莱阿克、马里尼亚克、蓬镇。

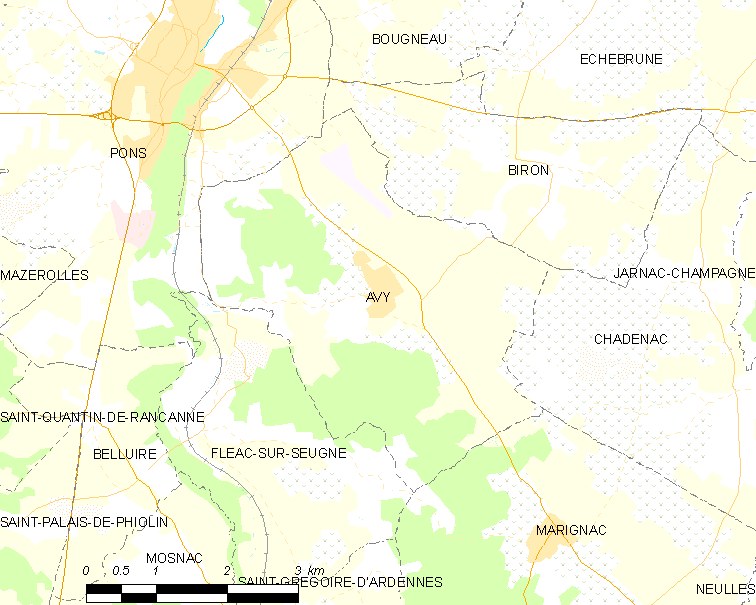
阿维的OSM定位图

阿维的时区为UTC+01:00、UTC+02:00（夏令时）。

## 行政
阿维的邮政编码为17800，INSEE市镇编码为17027。

## 政治
阿维所属的省级选区为蓬镇县。

## 人口

1962-2008年间阿维人口变化图示

阿维于2022年1月1日时的人口数量为491人。